# 先天性眼外肌纖維化
先天性眼外肌纖維化是眼外肌無法控制眼球運動的症病，其通常會造成水平下20~30度的斜視、眼肌麻痺、眼瞼下垂及弱視。
其發生率為未知。
遺傳方面，其遺傳方式為體染色體顯性遺傳疾病，為第12對染色體上的KIF21A基因突變，造成Kinesin蛋白質異常。